# MTV Europe Music Awards/Best Live Act
Die MTV Europe Music Award for Best Live Act wurde 1995 beim MTV Europe Music Award eingeführt. Er honoriert Livebands und ihre jeweiligen Tourneen im Nominierungszeitraum. U2 und Ed Sheeran gewannen den Award je zweimal. 2007 und 2008 hieß die Kategorie Best Headliner.

## Gewinner und Nominierte

### 1990er
| Jahr               | Künstler                                | Tour  | EN |
| ------------------ | --------------------------------------- | ----- | -- |
| 1995               |                                         |       |    |
| Take That          | Nobody Else Tour                        | [ 1 ] |    |
| Bon Jovi           | These Days Tour                         | [ 1 ] |    |
| The Prodigy        | Music for the Jilted Generation Tour    | [ 1 ] |    |
| R.E.M.             | Parallel Tour                           | [ 1 ] |    |
| The Rolling Stones | Voodoo Lounge Tour                      | [ 1 ] |    |
| 1997               |                                         | [ 1 ] |    |
| U2                 | PopMart Tour                            | [ 2 ] |    |
| Aerosmith          | Nine Lives Tour                         | [ 2 ] |    |
| Michael Jackson    | HIStory World Tour                      | [ 2 ] |    |
| Radiohead          | OK Computer era and Against Demons Tour | [ 2 ] |    |
| Skunk Anansie      | Stoosh Tour                             | [ 2 ] |    |

### 2000er
| Jahr                  | Künstler                                        | Tour  | EN |
| --------------------- | ----------------------------------------------- | ----- | -- |
| 2002                  |                                                 |       |    |
| Red Hot Chili Peppers | By the Way World Tour                           | [ 3 ] |    |
| Depeche Mode          | Exciter Tour                                    | [ 3 ] |    |
| Korn                  | Untouchables Tour                               | [ 3 ] |    |
| Lenny Kravitz         | Lenny Tour                                      | [ 3 ] |    |
| U2                    | Elevation Tour                                  | [ 3 ] |    |
| 2007                  |                                                 | [ 3 ] |    |
| Muse                  | Black Holes and Revelations Tour                | [ 4 ] |    |
| Arctic Monkeys        | Favourite Worst Nightmare Tour                  | [ 4 ] |    |
| Beyoncé               | The Beyoncé Experience                          | [ 4 ] |    |
| Foo Fighters          | Echoes, Silence, Patience & Grace Tour          | [ 4 ] |    |
| Justin Timberlake     | FutureSex/LoveShow                              | [ 4 ] |    |
| 2008                  |                                                 | [ 4 ] |    |
| Tokio Hotel           | 1000 Hotels Tour                                | [ 5 ] |    |
| The Cure              | 4 Play Tour                                     | [ 5 ] |    |
| Foo Fighters          | Echoes, Silence, Patience & Grace Tour          | [ 5 ] |    |
| Linkin Park           | Projekt Revolution                              | [ 5 ] |    |
| Metallica             | 2008 European Vacation Tour/World Magnetic Tour | [ 5 ] |    |
| 2009                  |                                                 | [ 5 ] |    |
| U2                    | U2 360° Tour                                    | [ 6 ] |    |
| Beyoncé               | I Am... World Tour                              | [ 6 ] |    |
| Green Day             | 21st Century Breakdown World Tour               | [ 6 ] |    |
| Kings of Leon         | Only by the Night World Tour                    | [ 6 ] |    |
| Lady Gaga             | The Fame Ball Tour                              | [ 6 ] |    |

### 2010er
| Jahr                       | Künstler                                | Tour   | EN |
| -------------------------- | --------------------------------------- | ------ | -- |
| 2010                       |                                         |        |    |
| Linkin Park                | A Thousand Suns World Tour              | [ 7 ]  |    |
| Bon Jovi                   | The Circle Tour                         | [ 7 ]  |    |
| Kings of Leon              | Come Around Sundown World Tour          | [ 7 ]  |    |
| Lady Gaga                  | The Monster Ball Tour                   | [ 7 ]  |    |
| Muse                       | The Resistance Tour                     | [ 7 ]  |    |
| 2011                       |                                         | [ 7 ]  |    |
| Katy Perry                 | California Dreams Tour                  | [ 8 ]  |    |
| Coldplay                   | Mylo Xyloto Tour                        | [ 8 ]  |    |
| Foo Fighters               | Echoes, Silence, Patience & Grace Tour  | [ 8 ]  |    |
| Lady Gaga                  | The Monster Ball Tour                   | [ 8 ]  |    |
| Red Hot Chili Peppers      | I’m with You World Tour                 | [ 8 ]  |    |
| 2012                       |                                         | [ 8 ]  |    |
| Taylor Swift               | Speak Now World Tour                    | [ 9 ]  |    |
| Green Day                  | 21st Century Breakdown World Tour       | [ 9 ]  |    |
| Jay Z and Kanye West       | Watch the Throne Tour                   | [ 9 ]  |    |
| Lady Gaga                  | Born This Way Ball                      | [ 9 ]  |    |
| Muse                       | The Resistance Tour                     | [ 9 ]  |    |
| 2013                       |                                         | [ 9 ]  |    |
| Beyoncé                    | The Mrs. Carter Show World Tour         | [ 10 ] |    |
| Green Day                  | 99 Revolutions Tour                     | [ 10 ] |    |
| Pink                       | The Truth About Love Tour               | [ 10 ] |    |
| Taylor Swift               | Red Tour                                | [ 10 ] |    |
| Justin Timberlake          | Legends of the Summer Stadium Tour      | [ 10 ] |    |
| 2014                       |                                         | [ 10 ] |    |
| One Direction              | Where We Are Tour                       | [ 11 ] |    |
| Beyoncé                    | On the Run Tour                         | [ 11 ] |    |
| Bruno Mars                 | The Moonshine Jungle Tour               | [ 11 ] |    |
| Katy Perry                 | The Prismatic World Tour                | [ 11 ] |    |
| Justin Timberlake          | The 20/20 Experience World Tour         | [ 11 ] |    |
| 2015                       |                                         | [ 11 ] |    |
| Ed Sheeran                 | x Tour                                  | [ 12 ] |    |
| Foo Fighters               | Sonic Highways World Tour               | [ 12 ] |    |
| Lady Gaga and Tony Bennett | Cheek to Cheek Tour                     | [ 12 ] |    |
| Katy Perry                 | The Prismatic World Tour                | [ 12 ] |    |
| Taylor Swift               | The 1989 World Tour                     | [ 12 ] |    |
| 2016                       |                                         |        |    |
| Twenty One Pilots          | Emotional Roadshow World Tour           | [ 13 ] |    |
| Adele                      | Adele Live 2016                         | [ 13 ] |    |
| Beyoncé                    | The Formation World Tour                | [ 13 ] |    |
| Coldplay                   | A Head Full of Dreams Tour              | [ 13 ] |    |
| Green Day                  | Revolution Radio Tour                   | [ 13 ] |    |
| 2017                       |                                         |        |    |
| Ed Sheeran                 | ÷ Tour                                  |        |    |
| Bruno Mars                 | 24K Magic World Tour                    |        |    |
| Eminem                     | Revival Tour                            |        |    |
| Coldplay                   | A Head Full of Dreams Tour              |        |    |
| U2                         | The Joshua Tree Tour 2017               |        |    |
| 2018                       |                                         |        |    |
| Shawn Mendes               | Illuminate World Tour                   | [ 14 ] |    |
| Ed Sheeran                 | ÷ Tour                                  | [ 14 ] |    |
| Muse                       | North American Summer Amphitheatre Tour | [ 14 ] |    |
| P!nk                       | Beautiful Trauma World Tour             | [ 14 ] |    |
| The Carters                | On the Run II Tour                      | [ 14 ] |    |
| 2019                       |                                         |        |    |
| BTS                        |                                         | [ 15 ] |    |
| Ariana Grande              |                                         | [ 15 ] |    |
| Ed Sheeran                 |                                         | [ 15 ] |    |
| P!nk                       |                                         | [ 15 ] |    |
| Travis Scott               |                                         | [ 15 ] |    |